# 島添大里城

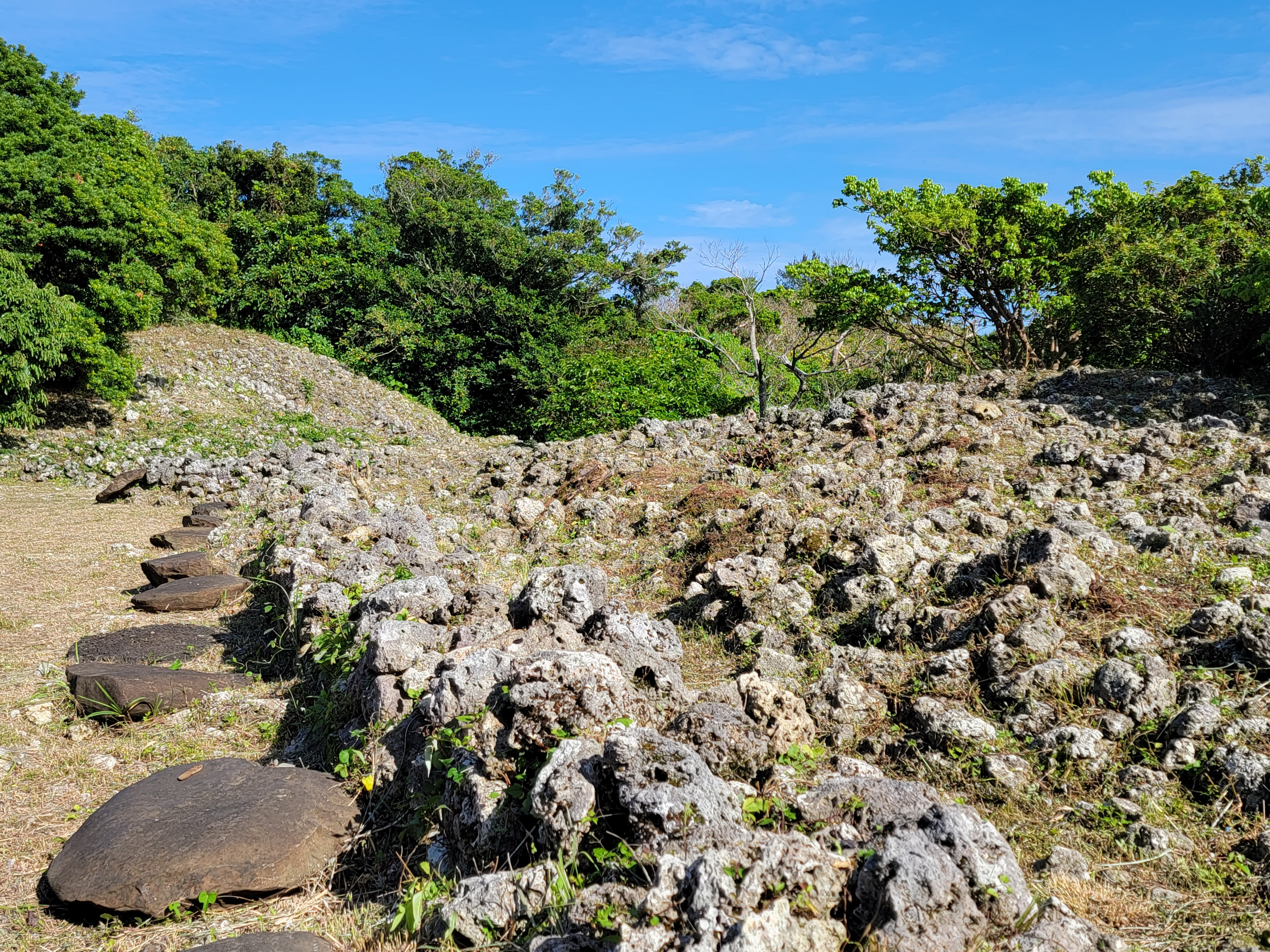
島添大里城遺跡

島尻大里城，是位於今日沖繩縣南城市境內的一座御城，也是琉球最大的御城。
島尻大里城建城時間不詳，大約在14世紀以前。1314年，承察度建立南山王國，以此城為首都。此城是一個漁港，城郭建在大里附近的丘陵上，此丘陵之麓有一個小小的登山口，只有獲准的商船才可以進入。
由於島尻大里城的地理優勢，使得南山王國得以與中山王國、北山王國一起競爭。1429年，南山王國被中山王尚巴志所滅。
1950年代，在城址建立小學。2012年1月，被日本政府認定為國之史跡。